# Leonor de Nápoles
Leonor de Nápoles (Reino de Nápoles, 22 de junio de 1450-Ferrara, 11 de octubre de 1493) fue duquesa de Ferrara por su matrimonio con Hércules I de Este. Fue la primera duquesa de Ferrara y madre de muchos personajes famosos del Renacimiento. Llegó a ser una conocida figura política que ejerció de regente de Ferrara durante la ausencia de su cónyuge.

## Trayectoria
Sus padres eran el rey Fernando I de Nápoles  e Isabel de Chiaromonte. No se sabe mucho de su infancia.

### Duquesa de Ferrara
Leonor se casaría con Hércules I de Este, su parece ser, segundo marido. Este matrimonio fue muy celebrado. Hércules era "...un gobernante sin escrúpulos y taimado". Llegó a ser duque de Ferrara en 1471, tomando el título a la muerte de su hermanastro, Borso, y gobernaría hasta su muerte en 1503.
Cuando pasó por Roma en junio de 1473, de camino a casarse con Hércules I de Este fue recibida con gran boato. Dos sobrinos de Rodrigo Borgia, entonces cardenal, estaban allí para recibirla ya que querían causarle una buena y duradera impresión. Ella escribió a su padre que le habían dado un cuarto fastuoso, afirmando que hasta su orinal era de plata dorada. En sus cartas hablaba del banquete que habían organizado en su honor, que duró seis horas, y que fue una sucesión interminable de comida, acompañada de música, baile y poesía. "Los tesoros de la Iglesia, están siendo utilizados para tales usos", escribió asombrada.

### Muerte
Leonor murió en 1493, a la edad de 43 años. Se desconocen las circunstancias, pero pudo sufrir varias enfermedades. Su hijo mayor, Alfonso, consideraba a su madre como una de las mujeres a las que más quería, y se sintió profundamente afectado cuando la perdió a los diecisiete años. Debido al hecho de que su madre y su hermana, Beatriz, a la que también amaba profundamente, murieron jóvenes, veía el matrimonio como un mero deber doloroso, viendo a su novia, Lucrecia, con poco interés.

## Legado
Debido a su poder, fue una figura importante y con trascendencias En ella se inspiraron obras como Del modo di regere et di regnare, de Antonio Cornazzano, que se la dedicó
Era una escritora elocuente y mostraba una gran habilidad política en su correspondencia. Esto muestra que la corte de Ferrara tenía una actitud positiva hacia las mujeres ya que recibían una esmerada educación.

## Descendencia
De su matrimonio con Hércules I de Este nacieron:
- Isabel
- Beatriz
- Alfonso
- Ferrante
- Ippolito
- Sigismondo
- Alberto